# 丘西
丘西（義大利語：Chiusi）是意大利中部托斯卡纳大区锡耶纳省的一个市镇。A1高速公路在此有一出口，而罗马到佛罗伦萨的铁路也在此设站。该镇的名胜有丘西伊特鲁里亚博物馆和罗马式主教座堂。城市面积398平方公里,人口总计：8,125。

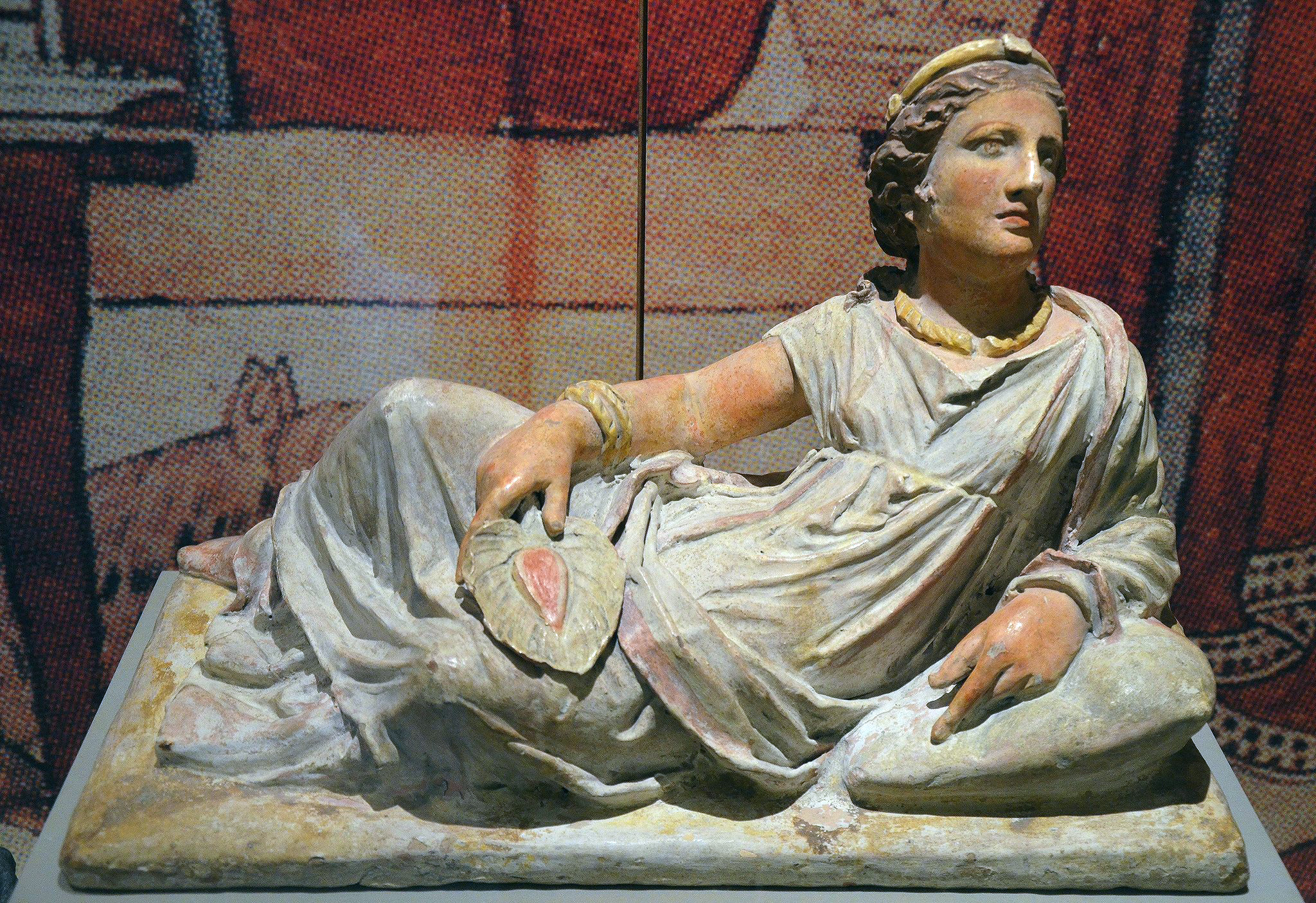
丘西伊特鲁里亚博物馆

## 友好城市
- 法國 昂德雷济约-布泰翁